# كارلوس كلارك (لاعب كرة قدم)
كارلوس كلارك (بالإنجليزية: Carlos Clark)‏ (7 نوفمبر 1996 في الولايات المتحدة - ) هو لاعب كرة قدم أمريكي في مركز الوسط.